# Leitenbach
Leitenbach är ett vattendrag i Österrike.   Det ligger i förbundslandet Oberösterreich, i den norra delen av landet, 190 km väster om huvudstaden Wien.
I omgivningarna runt Leitenbach växer i huvudsak blandskog. Runt Leitenbach är det ganska tätbefolkat, med 120 invånare per kvadratkilometer.